# Harlan (krater księżycowy)
Harlan (dawniej Marinus D) – krater na powierzchni Księżyca o średnicy około 63 km.